# Ennio Marchetto
Ennio Marchetto (Venecia, 20 de febrero de 1960) es un transformista italiano, en cuya presentación imita hasta 350 personajes por medio de disfraces de papel y fonomímica.

## Biografía

### Primeros años
En su infancia, los dibujos de Walt Disney le inspiraron a crear decoraciones para los árboles de Navidad y muñecos para su hermana. Creó su primer disfraz a los 21 años, mientras trabajaba en el negocio de reparación de máquinas de expreso de su padre. En esa época empezó a presentarse en las calles durante el Carnaval de Venecia, primero con «disfraces muy elaborados», pero gradualmente con unos «más simples». Según el propio Marchetto, sus inspiraciones eran el cantante David Bowie y el mimo Lindsay Kemp. Además, respecto a su preparación para el espectáculo, señaló: «No ensayo mucho. Lo más importante es aprenderse bien la letra de las canciones. Una vez que tengo las letras perfectamente, la transformación simplemente ocurre. Cuando escucho que la audiencia se ríe sé que está funcionando».

### Carrera
Su programa «despegó» al unirse con el diseñador Sosthen Hennekam. Los disfraces —gigantes, bidimensionales y similares al origami— están hechos con papel y cartulina y todos pueden utilizarse hasta cien veces. En su presentación, cada interpretación tiene una duración de máximo un minuto y medio. Según Marchetto, «algunos disfraces toman tres días» de trabajo. Es abiertamente gay y su primer personaje fue la cantante Nina Hagen, de la que afirmó: «Me gustaba porque era loca, mezclaba rock y ópera y sus vestidos eran extravagantes». Poco después de iniciar sus espectáculos, ganó el «Zanzara d'Oro» —concurso italiano de comediantes nuevos— en 1988. Su presentación se ha descrito como una mezcla de un «acto tradicional de transformismo, una exhibición de caricaturas cinéticas, una producción multimedia y una desfile de fonomímica de celebridades [...]». En 2005, se presentó ante la familia real danesa durante un programa en celebración del 200 aniversario de Hans Christian Andersen en Copenhague.

## Premios y nominaciones
- 1988: Ganador del concurso «Zanzara d'Oro».[9]
- 1994: Nominación a «mejor entretenimiento» en los Olivier Awards.[10]
- 1996: «Aplausos Internacionales» en los premios FAD Sebastià Gasch.[11]
- 1999: Nominación al Drama Desk Award.[5]
- 2011: Mención en «Excelencia en Diseño de Producción» por Ennio: The Living Paper Cartoon.[12]